# ハ54 (エンジン)
ハ54は1940年代に中島飛行機が開発した航空機用空冷星型エンジン。社内呼称BZ。超大型戦略爆撃機富嶽に搭載することを目的として開発が進められたが、富嶽の開発中止によって試作機の完成前に開発が中止された。

## 概要
アメリカ合衆国本土爆撃を目的とした超大型戦略爆撃機「富嶽」（ハ54開発開始時点ではまだZ機）の搭載エンジンとして、1943年（昭和18年）中頃に田中清史技師を設計主任として開発が開始された。
当初は開発中のハ46を2台タンデムに連結する構想であったが、後にハ44に改められた。2本のクランク軸は星型セレーションによって接続された。気筒の冷却に関しては、エンジン前面に備えられた強制冷却ファンによって吸入した空気を導風板で分割し、前2列と後2列にそれぞれ誘導するとした。なお、既存の2列18気筒星型エンジンの設計を流用しているためR-4360のような螺旋状の気筒配列にはなっていない。これまでにない多数の気筒を持つことから燃料分配の均等度が懸念され、過給機から送られた混合気を2列目と3列目の間に設置したドーナツ状の「集合吸入管」にまとめてから改めて各気筒に分配する方式とした。燃料供給には中島が1944年（昭和19年）に自社開発した「低圧燃料噴射装置」を用いるが、これはポンプで圧送した燃料を過給機の吸気管横に設置したノズルから連続噴射するシングルポイントインジェクション方式である。
富嶽の初飛行が1945年（昭和20年）5月に予定されていたことから、実大模型による検討や基礎実験を入念に行うなどして信頼性の高いエンジンを作らねばならなかった。時間的な制約から、出図した部品から製作し1944年（昭和19年）10月までに1号機組立、1945年（昭和20年）2月までに耐久試験合格というきわめて強行的なスケジュールが組まれ、1944年（昭和19年）夏ごろにはほぼすべての図面が出そろった。ところが7月にサイパンが陥落し、搭載機体である富嶽と共に開発中止が決定した。

## 主要諸元
- 形式：空冷星型4列36気筒
- 内径×行程：146 mm × 160 mm
- 排気量：96.4 L
- 圧縮比：7.2
- 全長：3,581 mm
- 全幅：1,550 mm
- 乾燥重量：2,450 kg
- 燃料供給装置：中島式低圧燃料噴射装置
- 過給機：遠心機械過給機1段3速
  - 翼車直径：500 mm
  - 増速比：1.00、4.77、5.88
- 減速機：遊星歯車式減速機
  - 減速比：0.414
- 離昇馬力：5,000 HP / 2,800 rpm（ブースト圧 +600 mmHg)
- 公称馬力
  - 二速全開：4,620 HP / 2,800 rpm (ブースト圧 +400 mmHg、高度 2,200 m)
  - 三速全開：4,060 HP / 2,800 rpm (ブースト圧 +400 mmHg、高度 6,300 m)

特筆なき出典は水谷総太郎 (1982, pp. 13–14)による。